# Cessna 441
Cessna 441 Conquest — американский лёгкий турбовинтовой самолёт общего назначения. Разработан фирмой Cessna на основе модели Cessna 404; первый турбовинтовой самолёт этой компании. Первый полёт — 1974. Выпущено 362 самолёта.

## Конструкция
Цельнометаллический двухмоторный моноплан нормальной аэродинамической схемы, с низким расположением крыла. Шасси трёхстоечное с носовой стойкой, убирающееся.

## Лётно-технические характеристики (модель Conquest II)
Источник: Jane's All The World's Aircraft 1982–83
- Экипаж: 1 — 2

- Пассажировместимость: 8-10

- Длина: 11.89 м

- Размах крыльев: 15.04 м

- Высота: 1.75 м

- Масса пустого: 2,577 кг

- Масса загруженного: 4,468 кг

- Силовая установка: 2 × ТВД Garrett TPE331-8-403S мощностью 636 л. с. каждый

- Максимальная скорость: 550 км/ч на высоте 4,875 м

- Крейсерская скорость: 480 км/ч на 10,700 м

- Дальность: до 4,064 км

- Практический потолок: 10,668 м